# Industria pesquera en las Maldivas
La industria pesquera en las Maldivas ocupa el segundo lugar entre las principales industrias de las islas. Según la tradición nacional, en palabras del expresidente Maumoon Abdul Gayoom, «la pesca es la sangre vital de nuestra nación, es innata. Desde el suelo en el que vivimos, hasta el mar que nos rodea, sigue siendo una parte integral de nuestra existencia. La pesca, nuestro país y su gente, [son] uno y permanecerán inseparables para siempre». Maldivas tiene una abundante vida acuática y especies de peces. Son comunes el atún, mero, pez delfín, barracuda, elagatis, carángido, pez ardilla y muchos más. Además de ser de importancia esencial para la economía, la pesca también es una actividad recreativa popular en las Maldivas, no solo entre los lugareños sino también para los turistas. Las islas tienen numerosos centros de pesca que atienden estas actividades. 
Maldivas es un archipiélago en el Océano Índico. Su población en 2008 fue de 386 000 habitantes. Hay veintiséis atolones que contienen 1.192 islotes, de los cuales doscientas cincuenta islas están habitadas. El bajo nivel de islas las hace vulnerables a las subidas del nivel del mar.

## Historia

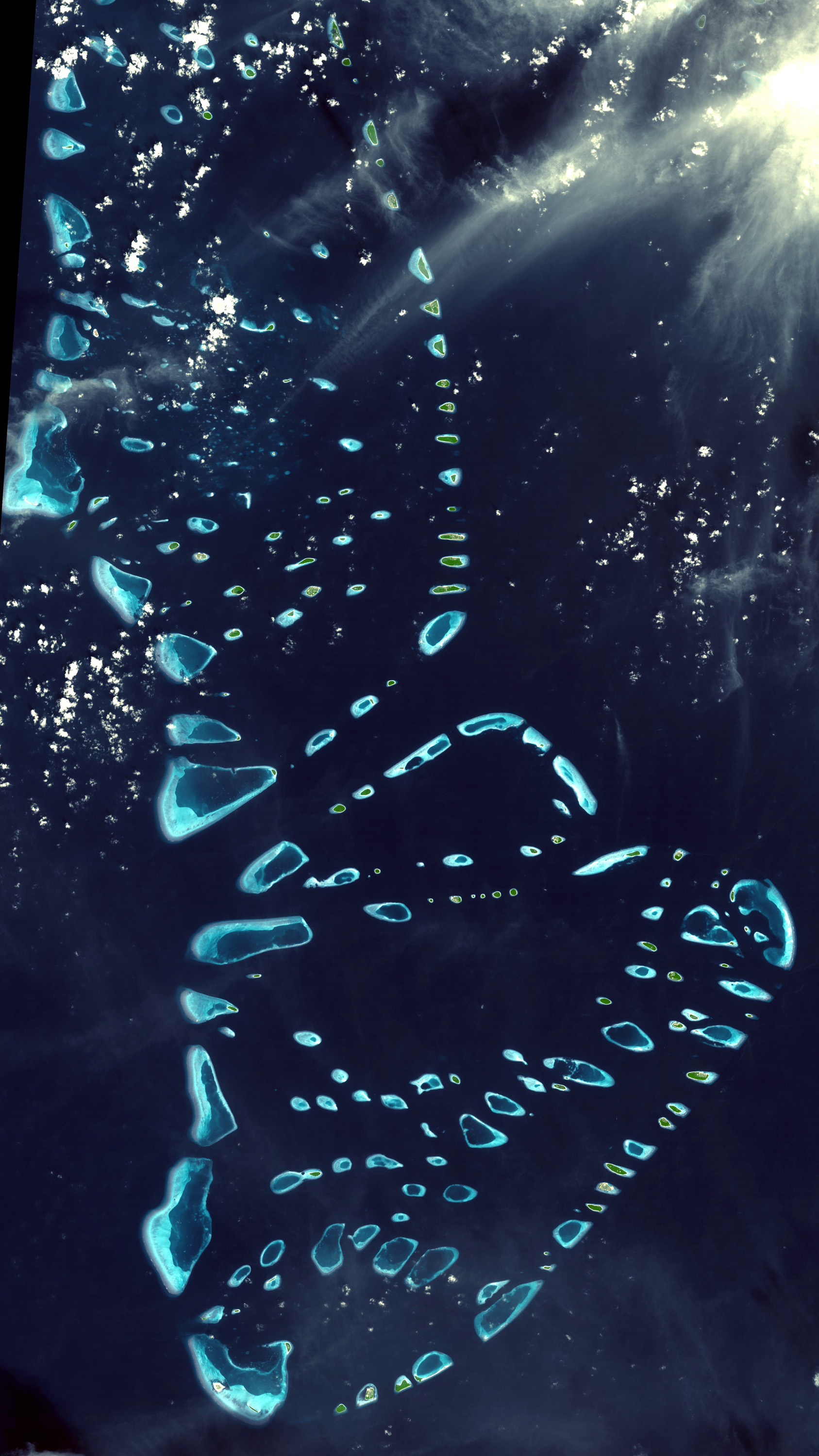
Maldivas es una cadena de 1190 pequeñas islas de coral, agrupadas en 26 atolones.

La pesca ha sido durante mucho tiempo parte vital de la economía de Maldivas. En la actualidad emplea a la mitad de su fuerza laboral. Anteriormente, Maldivas enviaba el 90 por ciento de su captura de atún en forma seca a Sri Lanka. Sin embargo, debido a que Sri Lanka redujo sus importaciones de tal pescado, en 1979, Maldivas se unió a la Corporación Marubeni de Japón para formar la Corporación Nippon de Maldivas que enlataba y procesaba pescado fresco. También en 1979, el gobierno creó la Maldives Industrial Fisheries Company. Esta empresa controla el procesamiento y exportación de atún congelado y enlatado.
También se ha progresado como resultado de los proyectos de desarrollo pesquero emprendidos por el Banco Mundial. Las instalaciones portuarias y de refrigeración han sido mejoradas, lo que lleva a un aumento de cuatro veces en las ganancias del pescado en conserva entre 1983 y 1985. La construcción adicional de instalaciones de refrigeración e instalaciones relacionadas, como los buques colectores, estaba en marcha en 1994, con fondos tanto de Japón como del Banco Mundial. 
Las islas pequeñas y bajas tienen una elevación promedio de unos pocos pies sobre el nivel del mar. La elevación más alta de cualquier isla no es más de tres metros y medio. Aunque las Maldivas se encontraban en el camino directo del tsunami del Océano Índico de 2004, poco daño permanente resultó en los lechos de coral y en los caladeros.
Los pilares de la economía de Maldivas son su pesca y turismo. Ambos están intrínsecamente relacionados con los arrecifes de coral. Las pesquerías fueron el sector dominante de la economía hasta 1985, cuando la industria del turismo las superó en términos de contribución al PIB. Sin embargo, las pesquerías continúan proporcionando una importante fuente de ingresos para aproximadamente el 20 por ciento de la población, con aproximadamente 22,000 individuos involucrados en actividades de pesca a tiempo completo.

## Estadística
La siguiente tabla muestra el volumen total de especies acuáticas capturadas en Maldivas, según lo informado por la FAO,  para todos los fines comerciales, industriales, recreativos y de subsistencia. 
| Captura total | Captura total | Captura total | Captura total | Captura total | Captura total | Captura total |
| ------------- | ------------- | ------------- | ------------- | ------------- | ------------- | ------------- |
| Año           | 1960          | 1970          | 1980          | 1990          | 2000          | 2006          |
| Toneladas     | 13 000        | 37 273        | 38 624        | 78 733        | 118 963       | 184 158       |

| Datos de pesca en toneladas de peso húmedo |            |               |               |                         |                     |
| 1996                                       | Producción | Importaciones | Exportaciones | Suministro de alimentos | Per cápita kg / año |
| Pescado para consumo humano directo.       | 103 500    | nulo          | 57 200        | 46 300                  | 176                 |
| Pescado para alimentación animal, etc.     | 2100       |               | 2100          |                         |                     |

Casi la mitad de la captura se consume localmente.

## ZEE

Los corales se asientan y crecen alrededor de una isla oceánica, formando un arrecife costero. La isla interior se desploma, y finalmente desaparece bajo el agua, dejando un anillo de coral en crecimiento con una laguna abierta en el centro. Este proceso de formación de atolones puede durar hasta 30 millones de años.

Al igual que con otros países, las 200 millas náuticas (370,4 km) de zona económica exclusiva (ZEE) pertenecientes a Malvinas le otorgan a su industria pesquera derechos de pesca especiales. Esta área de aproximadamente 900,000 km², más las áreas interiores, son las que las Maldivas puede, según el derecho internacional, considerar sus caladeros.
Para la mayoría de los países costeros, la ZEE coincide aproximadamente con la plataforma continental, el área rica en pesca de aguas relativamente poco profundas, a menos de 200 metros de profundidad, que se extiende desde la mayoría de las costas continentales. La ZEE otorga derechos de pesca y minerales a esta plataforma. En el caso de los Madives, no hay plataforma continental, ya que las Maldivas no son parte de un continente. El atolón de coral equivalente a una plataforma continental son los suelos de coral poco profundos que rodean las islas y dentro de las cuencas y lagunas de coral. El área total de tierra (no inmersa) de las islas es de aproximadamente 300 km², y el área total de la plataforma de coral es de aproximadamente 35,000 km².
Esta área de la plataforma es grande en comparación con la superficie terrestre (120 veces más grande), pero aun así es pequeña en comparación con la parte de océano profundo de la ZEE de Maldivas (30 veces más pequeña).
Hay cuatro áreas en las Maldivas, donde la pesca puede funcionar.
- Áreas terrestres: las islas de Maldivas son demasiado pequeñas para tener lagos y ríos interiores, por lo que no hay pesca en aguas continentales. Tampoco ha habido actividades de acuicultura en tierra hasta la fecha.
- Lagunas de coral: muchas de las islas de las Maldivas se han desplomado, dejando las lagunas total o parcialmente rodeadas por un anillo de coral (ver diagrama a la derecha). Estas lagunas están llenas de peces de arrecife y otras especies acuáticas.
- La plataforma exterior de coral: que se inclina mucho y no ofrece zonas de pesca tan ricas como las lagunas interiores.
- Océano profundo: que es, con mucho, la parte más grande de la ZEE de Maldivas. Esta zona está habitada por peces pelágicos, pequeños cardúmenes de peces forrajeros, a veces llamados peces cebo, y peces más grandes que se aprovechan de ellos, como el atún y el tiburón. Por mucho, el mayor volumen de captura en las Maldivas proviene de esta área.

En Maldivas se utilizan diferentes tipos de pesca con cebo. El método más común es durante la noche usando luces. 

## Pesca de arrecife

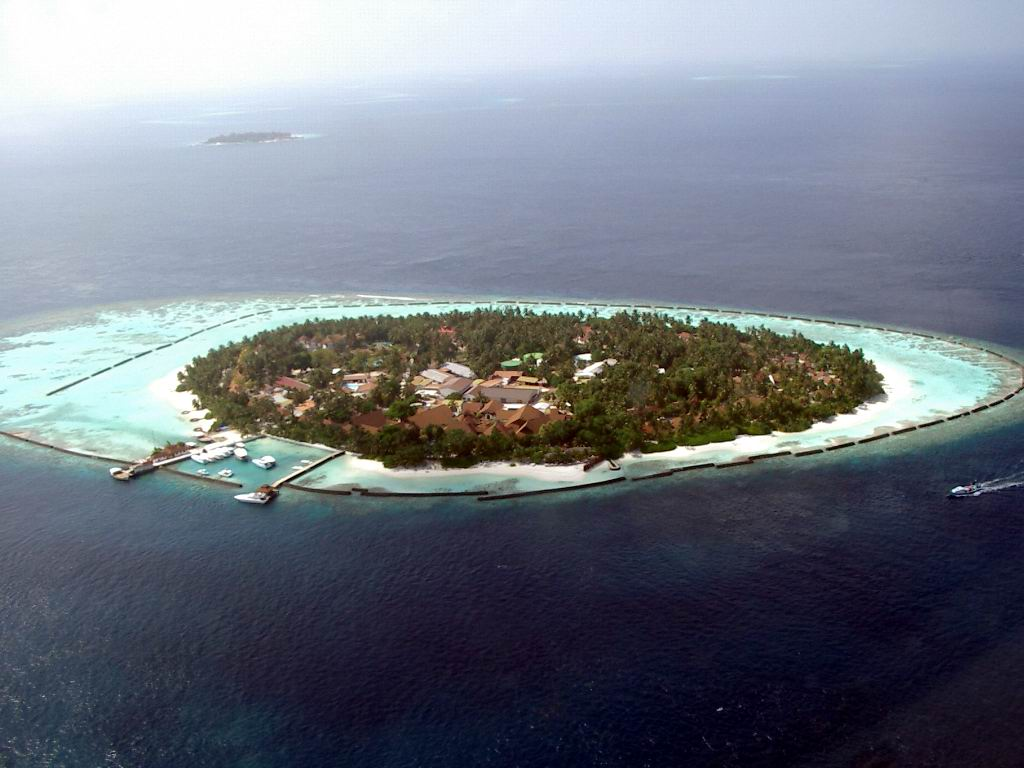
Isla, que se hunde asimétricamente dentro de su franja de arrecifes en las Maldivas

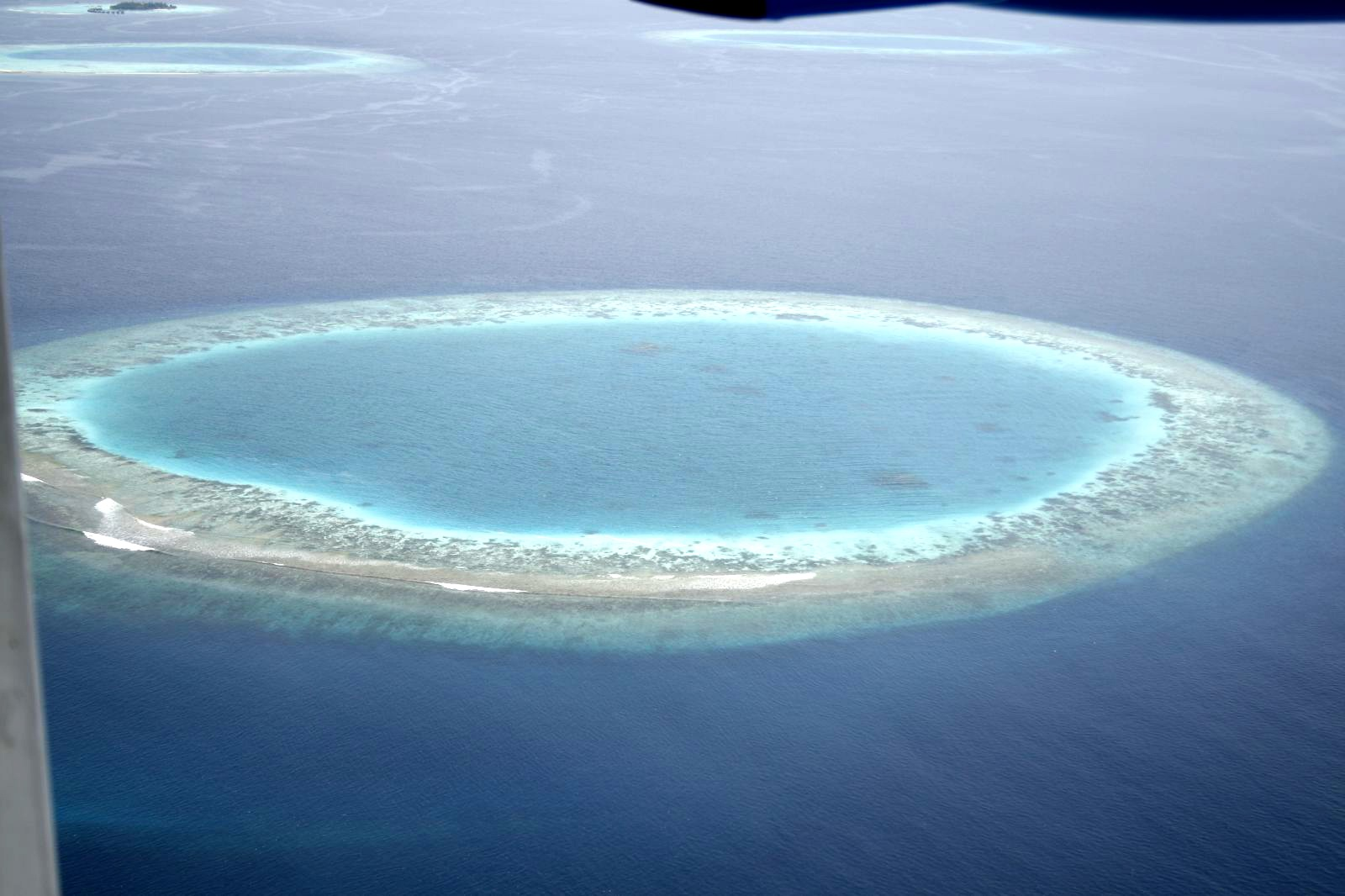
Isla bajo el agua que deja una laguna de coral en las Maldivas

Las explotación de arrecifes se dedica a la pesca de peces y otros organismos que habitan entre los arrecifes de coral. Las Maldivas contienen el 2,86 por ciento de los arrecifes de coral del mundo. La FAO estimó en 1992 que era posible un rendimiento sostenible de aproximadamente 30,000 toneladas por año para peces de arrecife comerciales. Las cuencas de atolones, que son, con mucho, la mayor parte de los atolones de Maldivas, se identificaron por tener grandes recursos de peces de arrecife. Fuera de los atolones, las pendientes profundas de los arrecifes admiten algunas especies de alto valor, pero su rendimiento potencial total es relativamente pequeño.
En términos de valor, el mero ha sido el componente más significativo de la pesca de arrecifes. La pesca de meros también ha estado bajo presión debido a la demanda del turismo local y los mercados internacionales. Ha sido sostenible hasta el momento, pero hay muy poco potencial de expansión según las prácticas actuales, y se requiere un régimen de manejo estricto.
Las exportaciones de peces de acuario de las Maldivas están aumentando. Actualmente, se exportan alrededor de 100 especies, con 20 de ellas representando más del 75 por ciento del comercio. Algunas especies exportadas son raras en las Maldivas y vulnerables a la sobreexplotación. La pesca con cianuro se practica ocasionalmente para capturar peces de acuario.
Los tiburones se han pescado durante siglos en la región. Los principales grupos capturados son los tiburones de arrecife, tiburones de aguas profundas y tiburones oceánicos. La pesca de tiburones sigue siendo explotada, especialmente con fines de exportación. Ente tanto la pesca de langosta está dirigida principalmente a la industria turística local.

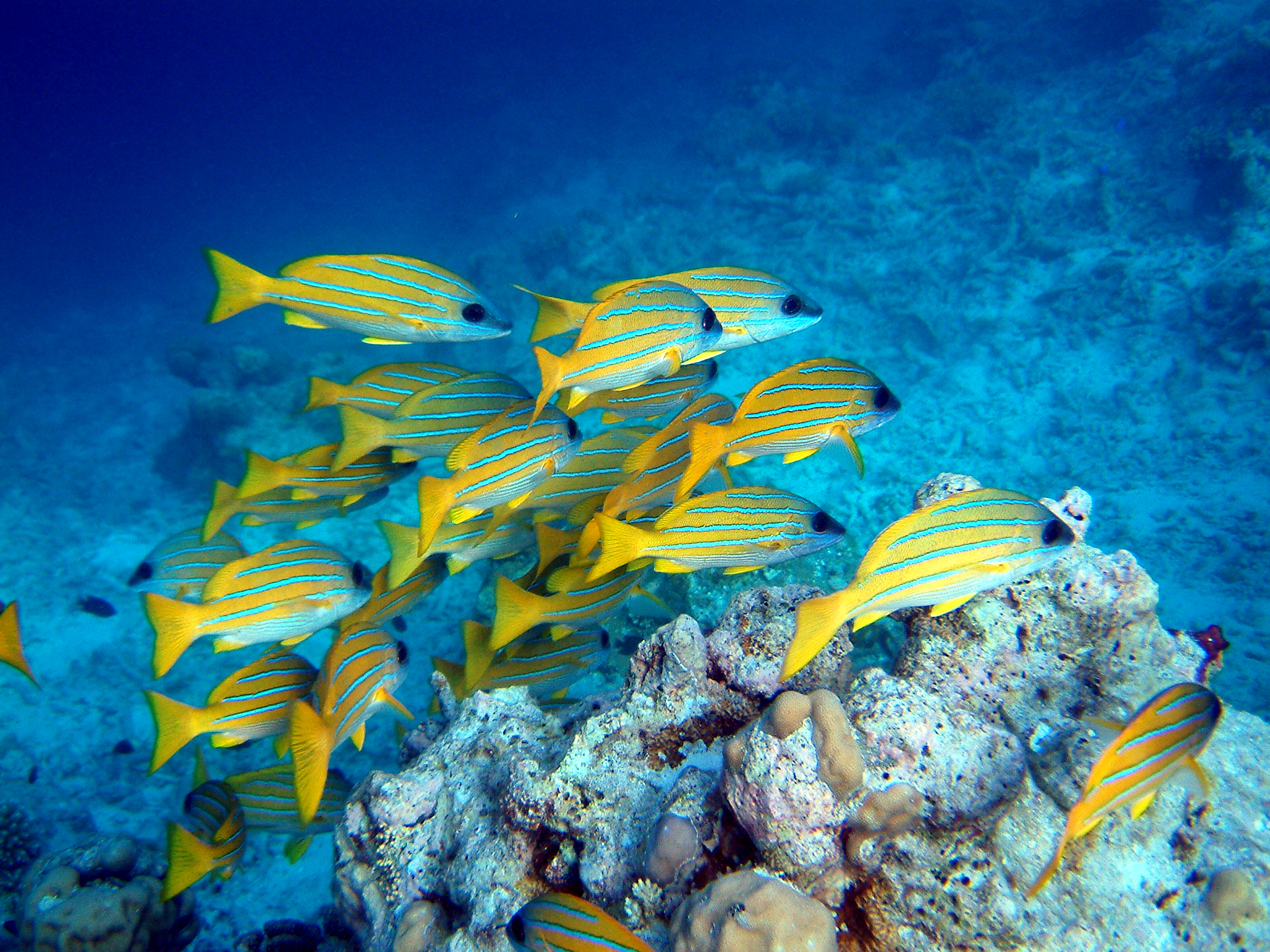
Cardumen de pargo azul, lutjanus kasmira, en las Maldivas

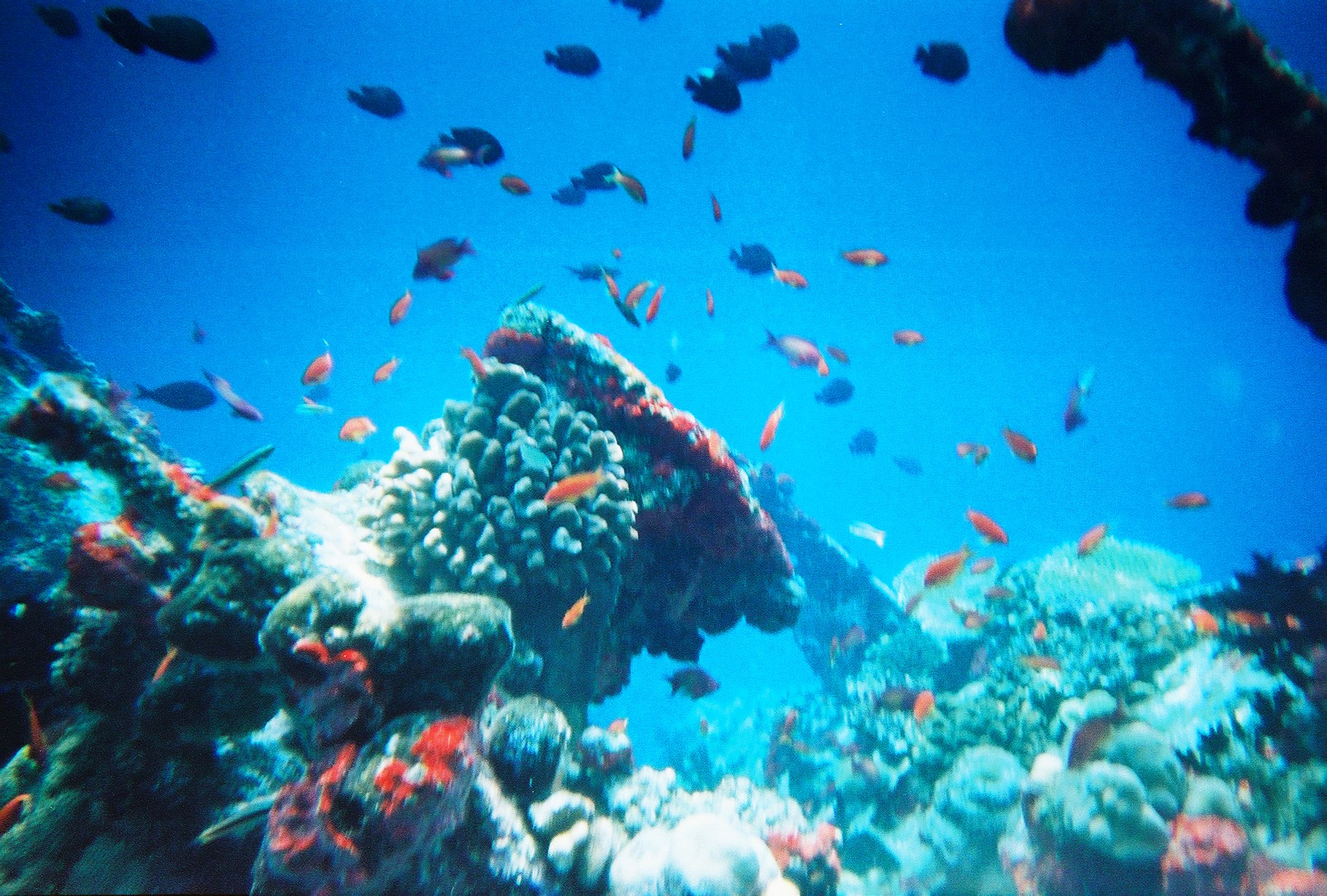
Abundante vida marina de Maldivas.

El coral rojo se ha cosechado en los lechos de arrecifes durante siglos, y el mercado para ellos está aumentando. A falta de controles y monitoreo adecuados, es difícil estimar cuántas personas o áreas están involucradas en la explotación del coral rojo.
Otros recursos costeros, como la sepia, desempeñan un papel nominal y pueden explotarse de manera sostenible en el nivel actual. Sin embargo, los recursos que se pueden cultivar, como las almejas gigantes, el pepino de mar, algunas especies de peces de acuario y tortugas, tienen un potencial considerable.

## Pesca de pelágicos

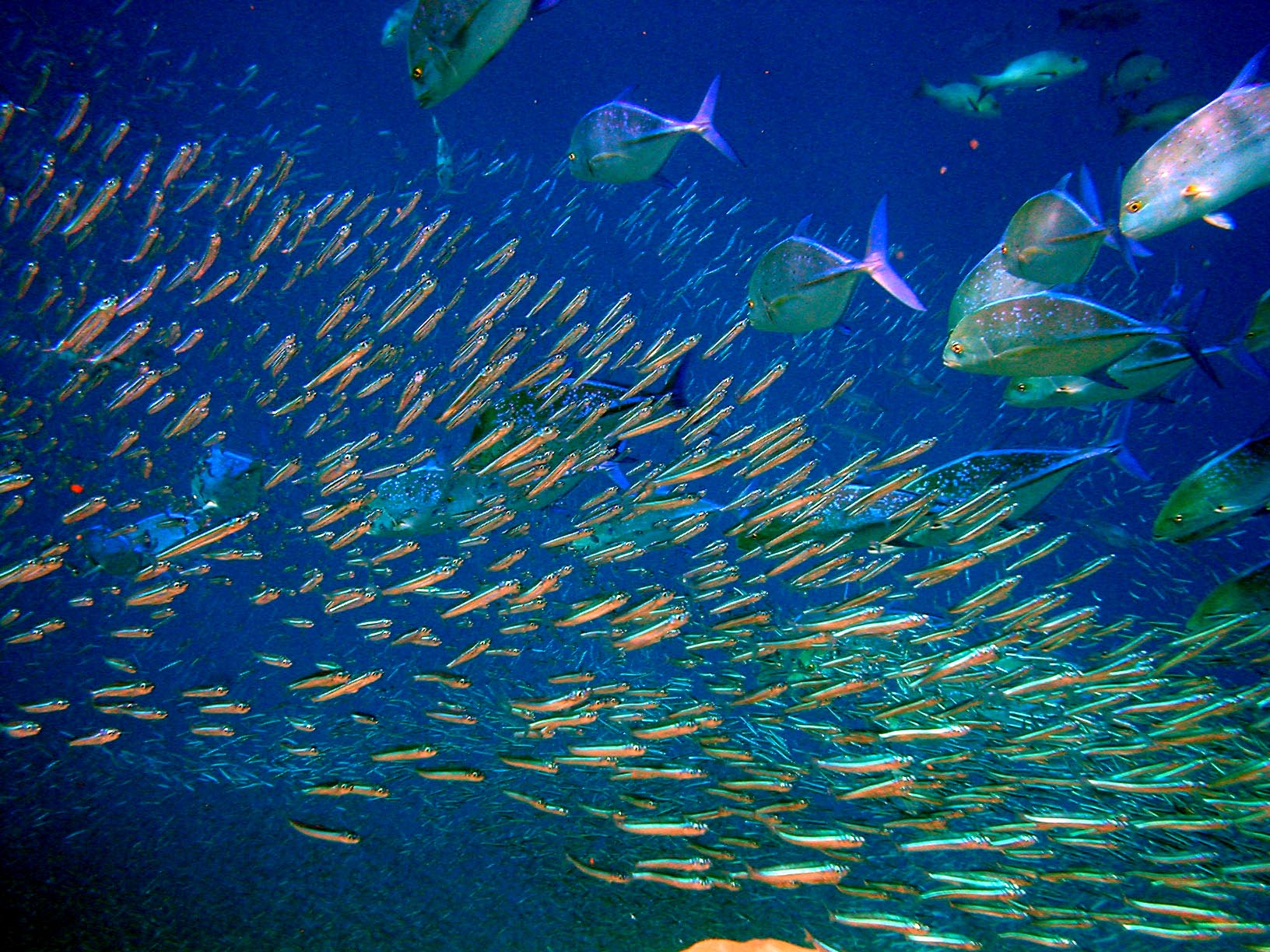
Atún rojo junto a un cardumen de anchoas, en las Maldivas.

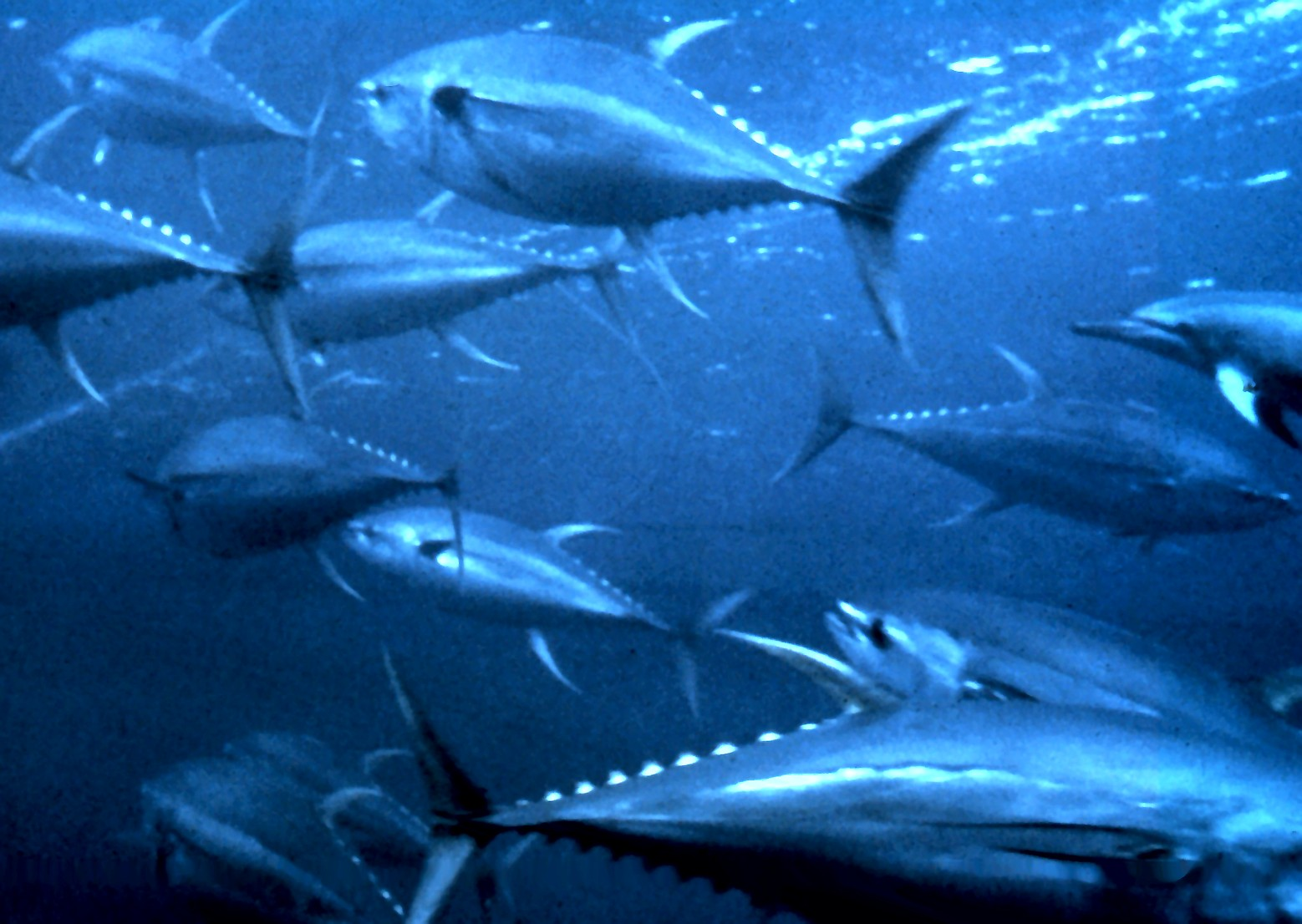
Atún de aleta amarilla

Este tipo de pesca se refiere a la explotación de peces pelágicos, es decir, para los peces que se encuentran a mar abierto en alta mar, como los peces forrajeros pequeños, a veces llamados peces cebo, y los más grandes que se aprovechan de ellos, como el atún y los tiburones oceánicos. 
La principal pesca en las Maldivas es la de atún. La especie de atún más importante es el barrilete, aunque están bajo una presión cada vez mayor. El más importante, en términos de exportaciones de pescado desde las Maldivas, es el gran atún aleta amarilla.
El atún se captura con cañas y líneas, líneas de mano y palangres. El método de cañas y líneas es el más usado, y resulta en el 65% de la pesca de atún barrilete y en el 55% del atún aleta amarilla.  Este uso tradicional del método de cañas y líneas en la industria del atún de Maldivas ha contribuido a la sostenibilidad de los recursos de atún. Con las recientes mejoras adicionales en las artes y métodos de pesca, parece que los niveles de captura pueden estar cerca del rendimiento máximo sostenible.

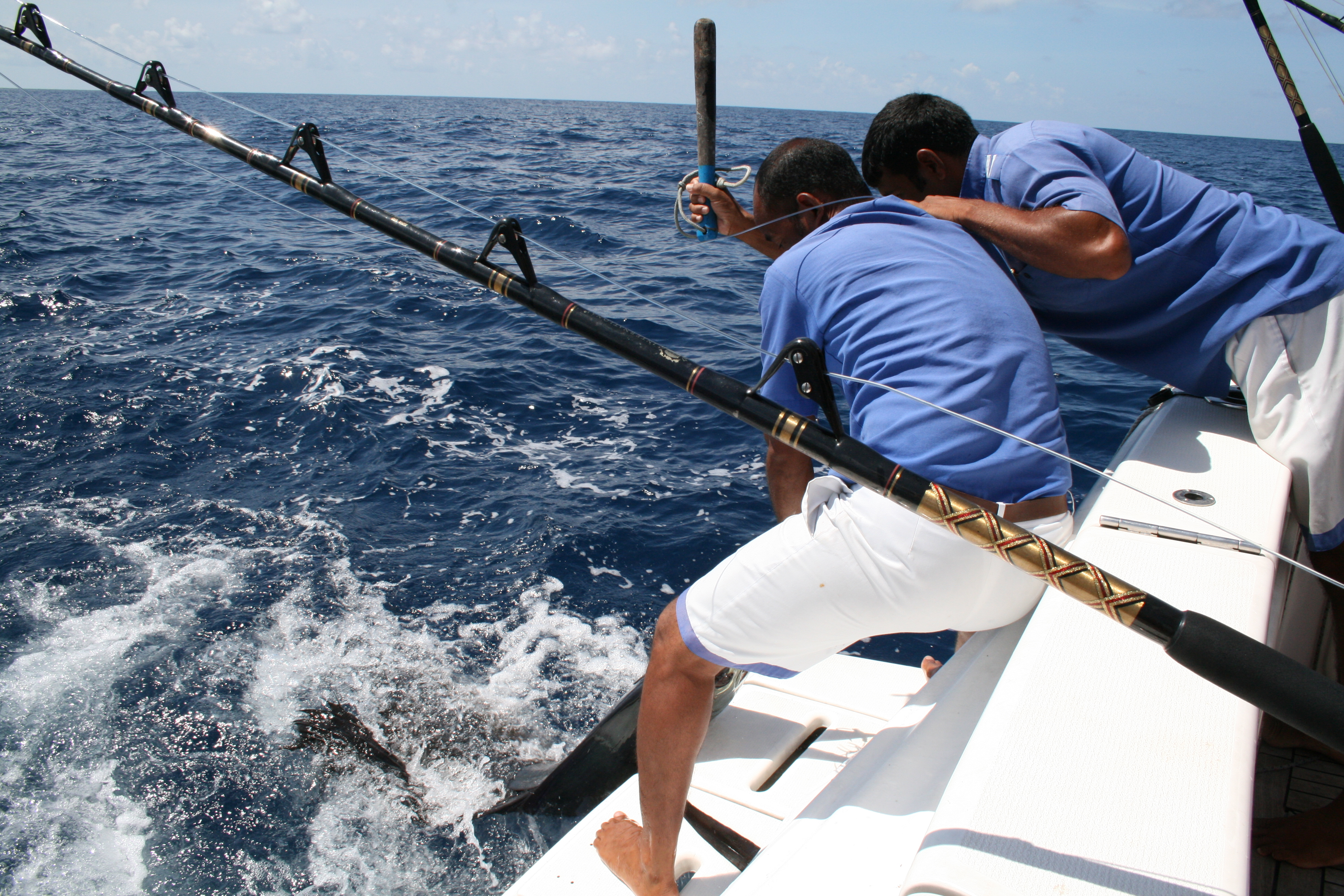
Pescadores de las Maldivas utilizando el método de cañas y líneas

Sin embargo, un recurso costero aún más extenso y sostenible es el pescado de forraje, como las anchoas y el arenque. Éstos peces son parte integral de la pesca de atún con cañas y líneas, ya que el atún se alimenta de peces forrajeros. El desarrollo futuro de la pesca tradicional de atún depende de la disponibilidad de la pesca de cebo. La tasa de captura de peces forrajeros ha aumentado significativamente en los últimos años, pero no hay datos suficientes para saber cuál es el estado actual de sus poblaciones.
Para las cañas, los pescadores de las Maldivas usan un bambú o plástico, generalmente de 10 a 15 pies (4,6 m) de largo y capaz de manejar un pez de hasta 50 libras, con una línea y un anzuelo unido al extremo más pequeño de la caña. Los pescadores salen al comienzo del día en sus botes de dhoni, buscando cebos vivos, como pequeños carángidos y sardinas, que se mantienen vivos gracias al especializado sistema de circulación de agua de mar fresca del dhoni. Con el cebo a bordo, salen a buscar cardúmenes de atún.

## Maricultura
La maricultura es el cultivo de organismos marinos en el mar. Las islas en las Maldivas son demasiado pequeñas para tener pescas continentales, ni tampoco hay actividades de acuicultura en tierra actualmente. La pesca se produce en arrecifes, aguas costeras y marinas. Sin embargo, se están probando experimentalmente varias formas de maricultura, como el cultivo de perlas, almejas gigantes, langostas, pepino de mar y mero.
La cultura de algas ha sido probada con poco éxito hasta ahora. No obstante, parece prometedora, dada la extensa área de arrecifes que puede proporcionar hábitats adecuados. Cultivar cangrejos en áreas de manglares también es una posibilidad.
Los pepinos de mar han sido un importante recurso costero. Inicialmente, fueron una pesca muy exitosa, pero han sido sobreexplotadas y necesitan una gestión adecuada para recuperarse. Los pepinos de mar cultivados tienen un potencial considerable, aunque la pesca de peces de forraje y meros pueden verse afectadas negativamente por las aguas residuales de los pepinos de mar.

## Marketing
Malé, la capital de las Maldivas, es conocida por sus concurridos mercados de pescado. El pescado es parte integral de la dieta de las Maldivas y es algo común ver a oficinistas con camisas blancas formales y corbatas en bicicleta después del trabajo, llevando barriletes a casa para comer. Carros llenos de atún fresco o barrilete se transportan en venta puerta a puerta. Sin embargo, el atún es el pescado más importante, y en los últimos años en las Maldivas, la industria se ha vuelto más eficiente, utilizando los residuos de atún para procesarlos como harina de pescado, un suplemento alimenticio para animales, contribuyendo aún más a la economía. La industria del atún en las Maldivas recibió una gran ayuda de parte de la Organización de Comercio del Estado, que reconstruyó la eficiente planta de conservas de atún en la isla de Felivaru. El proceso de enlatado suele durar cuatro días, y la planta tiene los beneficios de la tecnología moderna e incluso un laboratorio de investigación y control de calidad.

## Flota pesquera

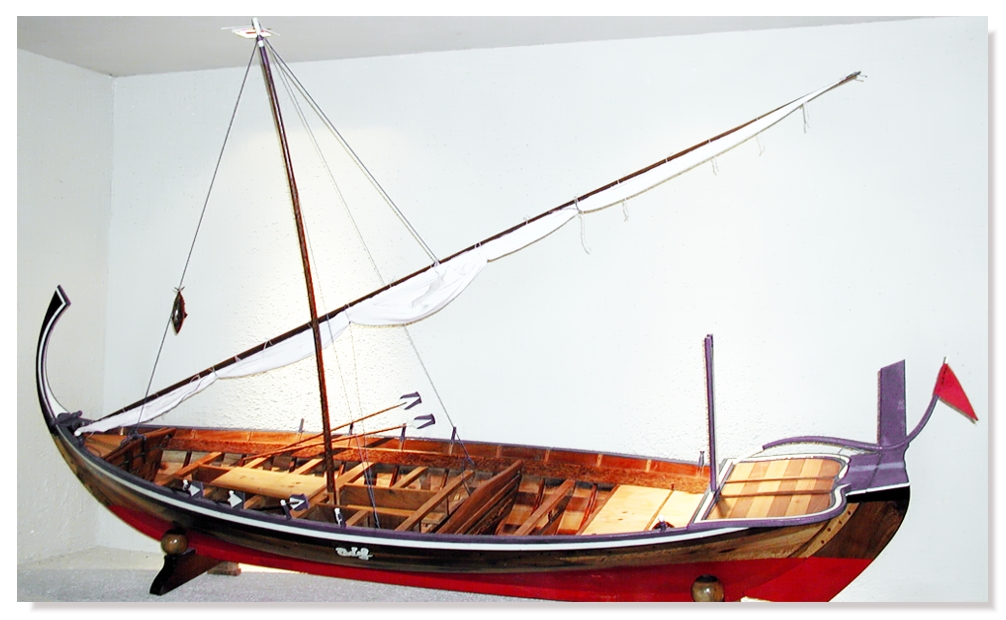
El dhoni es el barco pesquero tradicional de las Maldivas.

Las islas Maldivas tienen una extensa flota de pequeños barcos de pesca, construidos en el país, cada uno de los cuales puede transportar entre ocho y doce personas. Estos barcos se llaman dhoni.
En 1995 había 1674 embarcaciones, de las cuales las motorizadas para la pesca de atún costero y de línea representaban 1407 embarcaciones. Del resto, 5 navegaban con dhoni (masdhoni), 48 eran dhoni mecanizados (vadhudhoni), 209 eran vadhudhoni con velas y 5 eran botes de remos utilizados para recorrer las aguas de arrecife.
Con ayuda de un préstamo de US $ 3.2 millones de la Asociación Internacional de Fomento (AIF), la mayoría de los barcos fueron mecanizados en el transcurso de la década de 1980. Aunque la adición de motores aumentó los costos de combustible, resultó duplicando las capturas entre 1982 y 1985. Además, la captura de 1992 de 82 000 toneladas estableció un récord; por ejemplo, en 1987 la captura fue de 56 900 toneladas.
El dhoni, con sus variantes, constituye casi toda la flota, es un pequeño bote abierto construido tradicionalmente con madera de coco, aunque la utilización de madera importada del sudeste asiático y fibra de vidrio va en aumento. Originalmente embarcaciones de vela, en la actualidad estos barcos suelen estar equipados con motores. El sitio principal para su construcción se encuentra en el atolón Alifushi Raa. Es una embarcación tradicional en las Maldivas, y los jóvenes aprendices aún son capacitados por artesanos expertos. Los barcos hechos de madera tardan unos 60 días en completarse.

## Problemas
La sobrepesca ha sido un problema para algunas especies como:
- Corales negros: presumiblemente alguna vez fueron abundantes en los arrecifes de Maldivas. Durante las últimas dos décadas se eliminaron grandes cantidades y en la actualidad se encuentran protegidos.[5]
- Almejas gigantes: su pesca tuvo un existencia muy corta, con aproximadamente una duración de un año desde 1990. Esta explotación fue muy destructiva para los arrecifes y el gobierno prohibió su pesca en 1991.[5]
- Tortugas: han sido explotadas para el comercio local y el consumo durante cientos de años.[12] Una moratoria sobre su captura ha estado en vigor desde 1995.[5]
- Pepinos de mar: las especies más populares de pepinos de mar han sido sobreexplotadas, resultando en el colapso de su pesca en 1997.[5]

Entre los temas ambientales se incluye la contaminación marina. Algunos ejemplos son los riesgos crecientes de derrames petroleros y descargas industriales de países al norte, como residuos de organoclorados como DDT y metales pesados como mercurio, cadmio, plomo y arsénico. Ciertos métodos destructivos utilizados cuando se agregan peces pueden causar daños irreversibles a los arrecifes de coral, al igual que los barcos que lanzan anclas. Ha habido una pérdida de hábitats costeros asociados con los puertos de dragado, la recuperación y la extracción de coral y arena para la construcción. Esto ha afectado los lechos de pastos marinos, manglares y arrecifes de coral. La importancia de las áreas de manglares para la pesca costera y marina no se ha estudiado adecuadamente.
Los programas de ayuda externa han iniciado proyectos de monitoreo de arrecifes en las Maldivas. Sin embargo, se ha interrumpido cuando los proyectos han finalizado, y poca de esta información se ha utilizado en la toma de decisiones. Maldivas necesita mantener una continuidad en el monitoreo y coordinar su enfoque para administrar sus arrecifes.

## Perspectivas

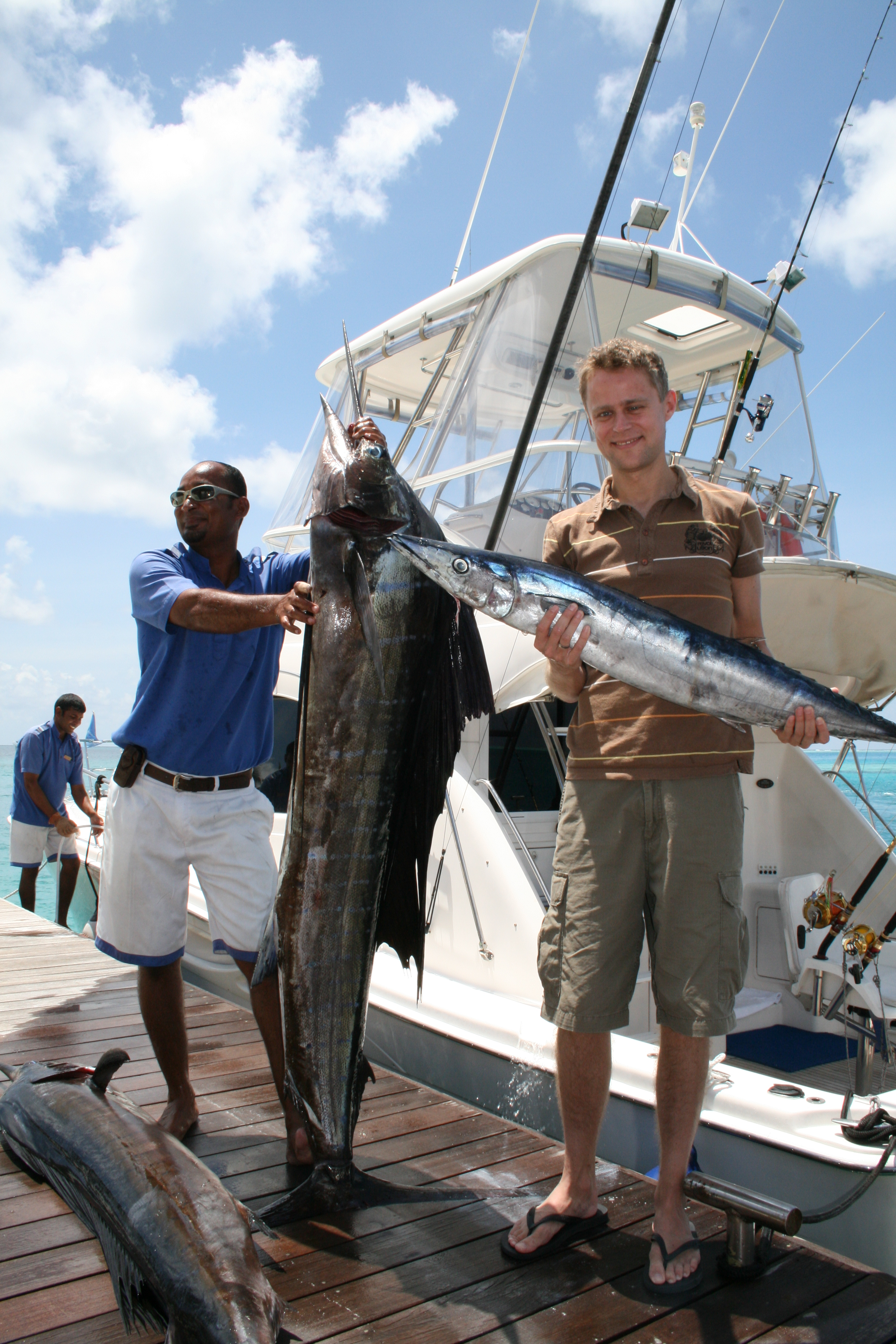
Pesca turística en las Maldivas

Los factores que han contribuido a aumentar las capturas de peces incluyen un número cada vez mayor de botes mecanizados y motorizados, la instalación de dispositivos de agregación de peces que mejoran la eficiencia de las actividades pesqueras y mejoras en la infraestructura para recolectar y manejar las capturas. De las especies pelágicas, el barrilete ha sido explotado casi exclusivamente. Las pescas pelágicas pueden tener un potencial de expansión considerable, especialmente más allá de la costa, apuntando a especies como el atún de aleta amarilla. Las especies demersales y de arrecife también pueden explotarse a niveles más altos. En la actualidad, el desarrollo está limitado por instalaciones locales limitadas para el almacenamiento y transporte de pescado.  
Las perspectivas futuras dependen en parte de la calidad de investigación y gestión de la pesca. La investigación es coordinada y llevada a cabo por el Centro de Investigación Marina dirigido por el gobierno. El Programa de la Bahía de Bengala de la FAO está explorando el arrecife y el atún, y facilitando un sistema de gestión de la pesca. El Reino Unido está ayudando a las investigaciones sobre la recuperación de los arrecifes de coral, el estado de las poblaciones de atún y las posibilidades para la extracción de coral y la comercialización de peces. Canadá está ayudando a la investigación de los arrecifes de coral y la implementación de instalaciones de vigilancia marina.  